# Aldo Zucchero
Aldo Zucchero (Lavagna, 17 dicembre 1917 – ...) è stato un calciatore italiano, di ruolo attaccante.

## Carriera

### Giocatore
Esordisce nel calcio professionistico all'età di 20 anni con la maglia dell'Entella, con cui nella stagione 1937-1938 disputa 4 partite nel campionato di Serie C. Successivamente milita nel Vicenza, con cui nella stagione 1939-1940 vince il campionato di Serie C; milita in questa categoria anche nella stagione 1940-1941 con la maglia del Rapallo Ruentes e nella stagione 1941-1942 con la maglia del Perugia.
Nell'estate del 1942 all'età di 25 anni viene ceduto alla Palermo-Juventina, con cui nella stagione 1942-1943 fa il suo esordio in Serie B; in seconda serie gioca 22 delle 24 partite a cui prende parte la formazione siciliana, che si deve ritirare dalla competizione a metà girone di ritorno a causa degli sbarchi anglo-americani sull'isola connessi alla Seconda guerra mondiale. Nell'arco di queste partite Zucchero realizza 5 reti, diventando il miglior marcatore stagionale del club. Successivamente passa alla Reggiana, dove tra il 1943 ed il 1944 gioca nel Campionato Alta Italia, che sostituiva nella parte centro-settentrionale del Paese i normali campionati interrotti per cause belliche; in questo torneo gioca 4 delle 8 partite totali disputate dagli emiliani, nel corso delle quali segna anche un gol.
Dopo la fine della guerra viene tesserato dalla Ternana, con cui gioca in Serie C centrando la promozione nel successivo campionato di Serie B. In rossoverde gioca 9 partite, segnando anche una rete.

### Allenatore
Dal 1951 al 1953 allena la Lavagnese (che tornò ad allenatore sul finire degli anni Cinquanta), mentre nella stagione 1957-1958 guida il Sestri Levante.
Nella stagione 1963-1964 ha allenato nuovamente il Sestri Levante, nel campionato di Serie D. Nella stagione 1968-1969 ha invece allenato la Sammargheritese.

## Palmarès

### Giocatore

#### Competizioni nazionali
- Serie C: 1

Vicenza: 1939-1940